# أكتيفجن بليزارد
أكتيفجن بليزارد (بالإنجليزية: Activision Blizzard, Inc)‏ هي شركة ألعاب فيديو أمريكيَّة قابضة لشركتي بليزارد إنترتينمنت وأكتيفجن الترفيهيتين، يقع مَقَرها سانتا مونيكا، كاليفورنيا،  تأسّست في يوليو 2008 باندماج شركتيّ أكتيفجن وفيفندي غيمز، رمزها في بورصة نازداك هو ATVI،  ومُنذُ عام 2015 كانَ سهمها أحد أسهم إس وبي 500. وتضُم أكتيفجن بليزارد حاليًا خمس وحدات عمل وهي أكتيفجن للنشر،  وبليزارد إنترتينمنت وكينغ،  و«ماجور ليغ غامينغ»  وأكتيفجن بليزارد ستوديوز.
تمتلك الشركة وتدير استُوديُوهات إضافية تابعة لأكتيفجن للنشر، بما فيها تريارك وإنفنتي وورد و«هاي مون ستوديوز» وتويز فور بوب،  ومن أهم مُنتجاتها «كول أوف ديوتي» و«كراش بانديكوت» و«غيتار هيرو» و«توني هاوكس» و«سبايرو» و«وورلد أوف ووركرافت» و«ستار كرافت» و«ديابلو» و«هيرث ستون هيروس أوف ووركرافت» و«هيروز أوف ذا ستورم» و«أوفرواتش» و«كاندي كراش ساغا».
حطمت عناوين أكتيفجن بليزارد عددًا من سجّلات الإصدار،  وفي مارس 2018 أصبَحَت أكبر شركة ألعاب في الأمريكتين وأوروبا من حيثُ الإيرادات والقِيمَة السوقِيَّة.

## تاريخ

الشعار السابق المستخدم حتى 2011

### الخلفيّة والتكوين (2007-2008)
في عام 1991 اِستَحوذ روبرت كوتيك ومَجمُوعَة من المستثمرين على شركة «ميديا جينيك» الفاشلة، وأعاد هيكلتها وأخرَجَها من مستنقع الديون، وأعاد تسميتها إلى «أكتيفجن» ونقل مَقَرها إلى سانتا مونيكا بولاية كاليفورنيا، وبحلول 1997 عادت الشركة لتحقيق الأرباح، وأمضى روبرت كوتيك العقد التالي في توسيع مُنتَجاتها، واِستَحوذ على 25 استوديو، وأَصَدَرَت العديد من الألعاب الناجحة، منها «توني هاوكس» وسِلسِلَة «كول أوف ديوتي» و«غيتار هيرو».
بحلول عام 2006 تقريبًا بدأت شعبية الألعاب مُتَعَدّدَة اللاعبين عبر الإنترنت في النمو، وحقَّقت تدفق ثابت للأرباح لناشريها، ولم يكن لدى أكتيفجن أو أي من شركاتها التابعة المقدرة على إِنتاج لعبة كثيفة اللاعبين على الإنترنت وكانت أكتيفجن تواجه منافسه كبيرة من شركات مثل إلكترونيك آرتس وعانت من تباطؤ مَبيعات ألعابها الرئيسيَّة. وحِينَهَا تواصل روبرت كوتيك مع «جان برنارد ليفي» الرئيس التنفيذيّ لِشَرِكَة فيفاندي الفرنسيَّة، وكانت فيفندي غيمز شركة قابضة لشركات ألعاب صغيرة وهي سييرا إنترتينمنت وبليزارد إنترتينمنت. أراد روبرت كوتيك الوصول إلى لعبة «وورلد أوف ووركرافت» التي تنتجها بليزارد، وهي لعبة مُتَعَدّدَة اللاعبين عبر الإنترنت ناجحة، واقترح على ليفي الحصول عليها بطريقة ما، وعرض ليفي استعداده لدمج ألعاب فيفاندي مع أكتيفجن بشرط مُحافظة فيفاندي على أغلبية الشركة المندمجة، وكان روبرت كوتيك قلقًا من هذا العرضُ وفقًا لمقربين منه، وبعد أن تحدَّث روبرت مع مايكل مورهايم، أَدرَكَ أن فيفاندي ستمنحه المقدرة على اختراق سوق ألعاب الفِيديُو المتنامي في الصين.
اقترح روبرت كوتيك خطة الاندماج على مجلس إدارة أكتيفجن ووافق عليها في ديسمبر 2007، وكان من المقرر تسمية الشركة الجديدة «أكتيفجن بليزارد» وأنَّ تحتفظ بمَقَرها الرئيسيّ في كاليفورنيا، وتولَّى «بوبي كوتيك» مَنصِب الرئيس التنفيذي، وعُين «رينيه بينيسون» من فيفاندي رئيسًا لمجلس الإدارة،  ووافقت المفوضية الأوروبية على الاندماج في أبريل 2008،  وفي 8 يوليو 2008 أَعلَنَت أكتيفجن موافقة المساهمين على الاندماج وأغلقت الصفقة في اليوم التالي بمبلغ وقدره 18.9 مِليار دُولَار أمريكي.
كانت فيفاندي المساهم الأكبر في الشركة الجديدة بحصة 52 بالمائة،  وكانت الأسهم الباقية مَملُوكَة لمستثمرين مؤسسيين، وحل «جان برنارد ليفي» محل «رينيه بينيسون» كرئيس لمجلس إدارة الشركة الجديدة،  واحتفظت شركة مايكل مورهايم باستقلاليَّتها وقيادتها المؤسسية في عملية الدمج، لكنّ أقسام فيفندي غيمز الأُخرى مثل سييرا إنترتينمنت توقفت عن العمل،  ونشرت استُوديُوهات أُخرى بَعض ألعابها مثل «غوستباسترز: ذا فيديو جيم» و«بروتال ليجند» و«ذا كرونيكلز أوف ريديك: اسولت أون دارك اثينا» و«50 سنت: بلود أون ذا ساند». واحتفظت أكتيفجن على بَعض ألعاب سييرا إنترتينمنت مثل «كراش بانديكوت» و«سبايرو» و«بروتوتايب».

### عناوين جديدة وسجلات المَبيعات (2009 إلى 2012)
لا تنشر أكتيفجن بليزارد ألعابًا باسمها المركزي، وتستخدم استوديوهاتها وشركة أكتيفجن للنشر لنشر الألعاب،  وفي أوائل 2010 أبرم استوديو بنجي المستقل اتفاقية نشر لمدَّة 10 سنوات مع أكتيفجن بليزارد،  وبحلول نهاية 2010 كانت أكتيفجن بليزارد أكبر ناشر لألعاب الفِيديُو فِي الْعَالم. حيثُ حقَّقَ إصدار عام 2011 من لعبة "كول أوف ديوتي: مودرن وورفير 3" مَبيعات بَلَغَت 400 ملْيُون دُولَار في الولايات المتَّحدة والمملكة المتَّحدة وحدهما في أول 24 ساعة من إطلاقها، ممَّا جعلها أكبر إِطلاق ترفيهي على الإِطلاق. وهي السنة الثالثة على التوالي التي تُحطم فيها سِلسِلَة "كول أوف ديوتي" أرقامًا قياسية، حيثُ حقَّقت "كول أوف ديوتي: بلاك أوبس" في 2010 مَبيعات وصلت 360 ملْيُون دُولَار في اليوم الأول، وحقَّقت "كول أوف ديوتي: مودرن وورفير 2 مَبيعات بَلَغَت 310 ملْيُون دُولَار في 2009،  وحقَّقت مَبيعات "كول أوف ديوتي: بلاك أوبس 3" العالميَّة 550 ملْيُون دُولَار خِلال عطلة نهاية الأسبوع الافتتاحيّة في 2015، وكانت أكبر إِطلاق ترفيهي في ذلك العام.
أَطلَقَت أكتيفجن بليزارد امتياز «سكاي لاندرز» الخاص بها في عام 2011، على لوحات التحكم الرئيسيَّة وأَجهِزَة الكُمبِيُوتَر، وأَصَدَرَت العديد منها على الأَجهِزَة المَحمُولة،  وترشَّح الإصدار الأول «سكايلاندرز: سبايروز أدفانتشر» لجائزتي «لعبة العام» و«لعبة العام المُبتكرة» من اتِحاد صناعة الألعاب في عام 2011.

### الانفصال عن فيفاندي والنمو (2013 إلى 2014)

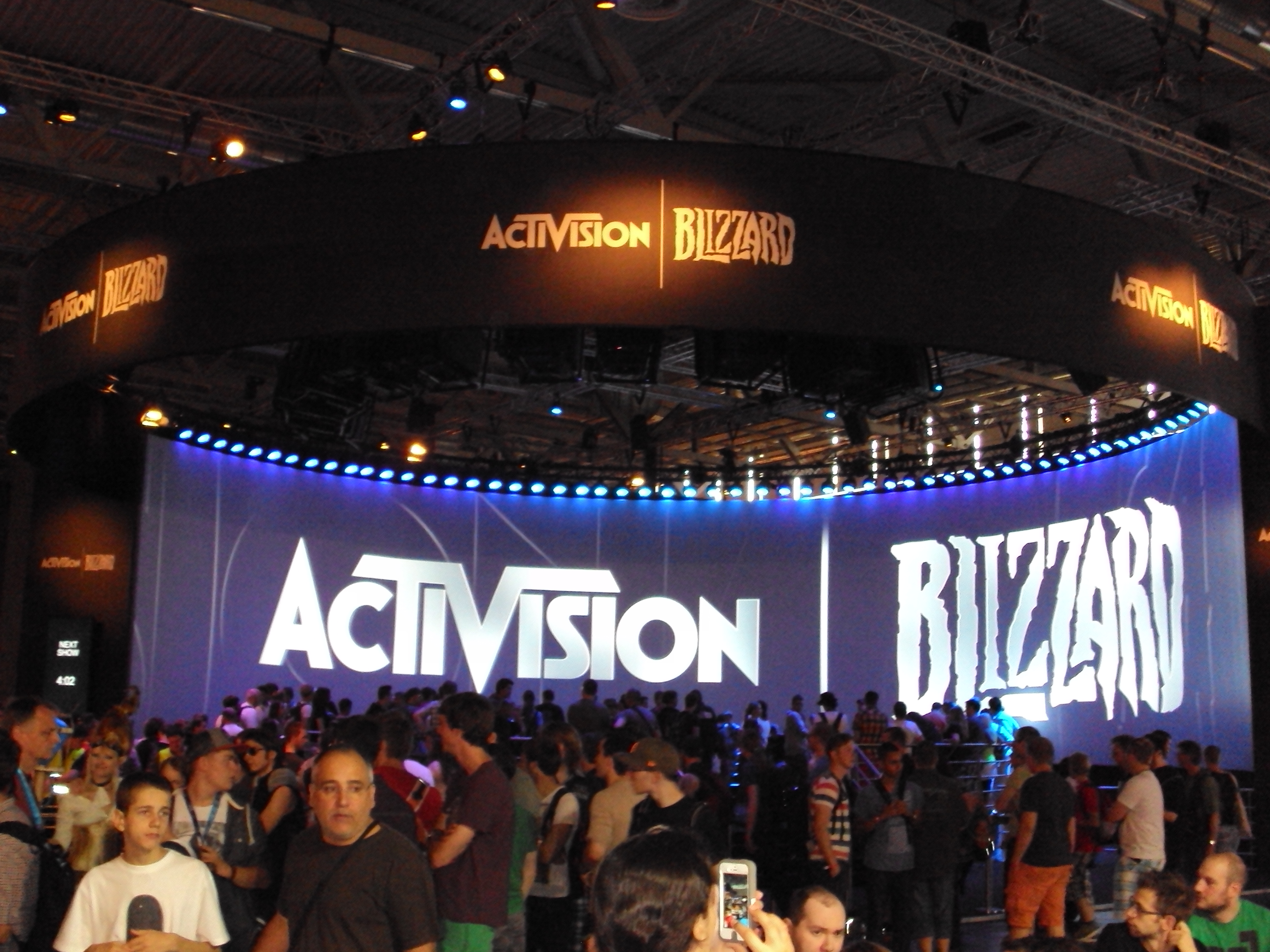
أكتيفجن بليزارد في غيمز كوم 2013 حيث عرضت الشركة عناوين 2013 مثل «كول أوف ديوتي: جوستس» و«سكايلاندرز: سواب فورس»

في 25 يوليو 2013 أَعلَنَت أكتيفجن بليزارد عن شراء 429 ملْيُون سهم من مالك فيفاندي مقابل 5.83 مِليار دُولَار، وانخفضت نسبة المساهمين من 63 بالمائة إلى 11.8 بالمائة بنهاية الصفقة في سبتمبر. ولم تُعدّ فيفاندي الشركة الأم لأكتيفجن بليزارد،  وأصبَحَت أكتيفجن بليزارد شركة مستقلة بعدما أصبَحَت غالبية أسهمها مَملُوكَة للجمهور، واحتفظَ روبرت كوتيك وبرايان كيلي بحصة 24.4 بالمائة في الشركة بشكلٍ عام، وظل روبرت كوتيك الرئيس والمدير التنفيذيّ، وتولَّى «براين كيلي» مَنصِب رئيس مجلس الإدارة. وفي 12 أكتوبر 2013 أكملت الشركة عملية إعادة الشراء بعدَ فترة وجيزة من موافقة «المحكمة العليا في ديلاوير»،  وباعت فيفاندي نصف حصَّتها المُتبقية في 22 مايو 2014، ممَّا خفض ملكيتها إلى 5.8 بالمائة،  وخرجت من الشركة بشكلٍ كامل بعدَ عامين.
أَصَدَرَت أكتيفجن بليزارد عنوانًا جديدًا وهو «ديستني» في 9 سبتمبر 2014، وفي يومها الأول حقَّقت اللعبة أكثر من 500 ملْيُون دُولَار من مَبيعات التجزئة، وسجلت رقمًا قياسيًا جديدًا لأكبر إِطلاق في اليوم الأول لسلسلة ألعاب جديدة،  وفي 5 نوفمبر 2013 أَصَدَرَت «كول أوف ديوتي: جوستس» وَالتي ألفها كاتب السيناريو ستيفن جاجان،  وحقَّقت رقمًا قياسيًا في يومها الأول حيثُ بَلَغَت مَبيعاتها في تجارة التجزئة مِليار دُولَار. وفي عام 2014 كانت أكتيفجن بليزارد خامس أكبر شركة ألعاب في جميع أنحاءِ العالم من حيثُ الإيرادات،  بإجمالي أصول بَلَغَت 14.746 مِليار دُولَار أمريكيّ وإجمالي حقوق الملكيّة المقدرة بـ 7.513 مِليار دُولَار أمريكي.

### إس وبي 500 والأقسام الجديدة (2015 إلى الوقت الحاضر)
في 28 أغسطس 2015 انضمت أكتيفجن بليزارد إلى مؤشر إس وبي 500 الذي يُضمُّ أسهم أكبر 500 شركة ماليَّة أمريكيَّة، لتصبح إلى جانب إلكترونيك آرتس الشركتان الوحيدتان المتخصصتان في الألعاب في القائمة.
في سبتمبر 2015 أَصَدَرَت الشركة الإصدار التالي من امتياز «سكايلاندرز»،  وأَصَدَرَت أكتيفجن وبنجي لعبة «ديستني: ذا تاكن كينج» ضمنَ «سِلسِلَة ديستني». وخِلال يومين حطمت اللعبة الرقم القياسي في تاريخ بلاي ستيشن من حيثُ عدد التنزيلات في يومها الأول الأول، ومن حيثُ إجمالي عدد اللاعبين وتزامن الذروة عبر الإنترنت.
اِستَحوذت أكتيفجن بليزارد على شركة الألعاب الاجتماعيَّة كينغ مُبتكرة لعبة «كاندي كراش ساغا» مقابل 5.9 مِليار دُولَار في نوفمبر 2015. وفي نفس الشهر أَعلَنَت أكتيفجن بليزارد تشكيل «استُوديُوهات أكتيفجن بليزارد» لإنتاج الأَفلامَ والمُسلسلات التلفزيونيَّة،  وترأّس القسم الجديد «ستايسي شير» والمدير التنفيذيّ السابق لِشَرِكَة والت ديزني «نيك فان ديك».
في يونيو 2017 انضمت أكتيفجن بليزارد إلى فورتشين 500 لتصبح ثالث شركة ألعاب في التَّاريخ تدخَّل القائمة بعدَ أتاري وإلكترونيك آرتس.
أَعلَنَت الشركة أن «دانيال أليجري» سيحل محل «كودي جونسون» كرئيس لها في 7 أبريل 2020، وانتقال جونسون إلى دور استشاري خاص.
خِلال الرُبع الثاني من عام 2020 بلغَ صافي عائِدَات الشركة من القنوات الرقميَّة 1.44 مِليار دُولَار أمريكيّ بسببِ الطلب المُتزايد على الألعاب عبر الإنترنت المرتبط بجائحة كوفيد-19. وبحلول يناير 2021 قُدرت القِيمَة الصافية للشركة بـ 72 مِليار دُولَار أمريكي.

## استحواذ مايكروسوفت
في 18 يناير 2022، أعلنت مايكروسوفت أنها ستستحوذ على أكتيفجن بليزارد مقابل 68.7 مليار دولار في صفقة نقدية بالكامل أو ما يقرب من 95 دولارًا لكل سهم. قفز سعر سهم أكتيفجن بليزارد إلى ما يقرب من 40 ٪ في يوم الاستحواذ. ستجعل الصفقة مايكروسوفت ثالث أكبر شركة ألعاب في العالم وأكبر شركة ألعاب في الأمريكتين، بعد شركة تنسنت الصينية وتكتل سوني اليابانية. ستعمل غولدمان ساكس كمستشار مالي لشركة مايكروسوفت. تمت الموافقة على الصفقة من قبل مجلس إدارة الشركتين ومن المتوقع أن تنتهي في عام 2023 بعد المراجعة التنظيمية الحكومية للصفقة. عند الانتهاء من الصفقة، ستكون أكتيفجن بليزارد كيانًا جديد لـ إكس بوكس غيم ستوديوز تحت اسم Microsoft Gaming بقيادة فيل سبنسر. ستسمح الصفقة أيضًا لشركة مايكروسوفت بتقديم ألعاب أكتيفجن بليزارد على خدمة إكس بوكس غيم باس الخاصة بها.

## هيكل الشركة
اعتبارًا من فبراير 2018 تم تقسيم «أكتيفجن بليزارد» إلى ثلاثة قطاعات رئيسية:
- أكتيفجن للنشر: تتعامل مع تَطوِير وإنتاج وتوزيع ألعاب الفِيديُو من الاستوديوهات التابعة لها.
- بليزارد إنترتينمنت: تتولى تَطوِير وإنتاج وتوزيع ألعاب بليزارد، كما تضم أنشطة الرياضات الإلكترونيَّة للشركة بما في ذلك ألعاب الدوري الرئيسيّ ودوري أوفرواتش.
- كينغ تتعامل مع تَطوِير وتوزيع الألعاب المَحمُولة.

تشرف «أكتيفجن بليزارد ستوديوز» على إِنتاج الأَفلامَ والترفيه التلفزيوني بناءً على امتيازاتٌ الشركة، وتُوفر «أكتيفجن بليزارد للتوزيع» الدعم اللوجستي لتوزيع أكتيفجن بليزارد داخل أوروبا.

## مبادرات الرياضات الإلكترونيَّة
تملك أكتيفيجن بليزارد امتيازاتٌ شعبية في الرياضات الإلكترونيَّة وهي «كول أوف ديوتي» و«ستار كرافت»،  وفي 21 أكتوبر 2015 أَعلَنَت أكتيفجن بليزارد عن تأسيس مرتقب لقسم جديد للرياضات الإلكترونيَّة، يُدعى «أكتيفجن بليزارد ميديا نيتوورك»،  ويديره المدير التنفيذيّ الرياضي ستيف بورنشتاين و«مايك سيبسو» المؤسِس المشارك لماجور ليغ غامينغ، وفي 31 ديسمبر 2015 أفيد بأنَّ أكتيفجن بليزارد ستحصل على «جميع» أصول «ماجور ليغ غامينغ» تقريبًا. وذكرت صحيفة نيويورك تايمز أن الاِستِحواذ يهدف لتعزيز وجود أكتيفجن بليزارد في الرياضات الإلكترونيَّة، بِالإضافة إلى خطتها لتطوير قناة كابل للرياضات الإلكترونيَّة،  اِستَحوذت أكتيفجن بليزارد على «ماجور ليغ غامينغ» في 4 يناير 2016 مقابل 46 ملْيُون دُولَار.
في نوفمبر 2016 أَعلَنَت شركة بليزارد إنترتينمنت وهي شركة تابعة لأكتيفجن بليزارد، عن إِطلاق دوري أوفرواتش،  وهو دوري ألعاب فيديو محترف، بدأَ الموسم الأول للدوري خِلال النصف الثاني من عام 2017 بمشاركة 12 فَرِيق،  ويَعتمد الدوري على الهياكل الرياضية التقليديّة وتجنيد المديرين التنفيذيين الرياضيين التقليديين كمالكين للفرق، مثل مالك نيوإنغلاند بيتريوتس «روبرت كرافت»، ومدير العمليَّات في نيويورك ميتس «جيف ويلبون». وقد أُقيمت نهائيات «أوفرواتش» الكبرى في مركز باركليز في بروكلين في يوليو 2018 وجذبت 10.8 ملْيُون مشاهد من جميع أنحاءِ العالم،  يأمل الدوري أن يتنافس 18 فريقًا خِلال الموسم الثاني في عام 2019، بهدف نهائي هو 28 فريقًا حول العالم.
في عام 2018 وقَّعت أكتيفجن بليزارد صَفقَة مُتَعَدّدَة السنوات مع «ديزني والت» لبث ألعاب دوري أوفرواتش على قنوات الكابل إي إس بي إن وديزني إكس دي،  وحصلت الشركة على صَفقَة حصرية مُتَعَدّدَة السنوات مع جوجل لبث جميع أحداث أكتيفجن بليزارد الإلكترونيَّة اللاحقة، بما فيها أحداث «كول أوف ديوتي» و«أوفرواتش» عبر يوتيوب، واستخدام خدمات جوجل السحابية للبنية التحتية لاستضافة الألعاب، وكانت أكتيفجن بليزارد قد أبرمت صَفقَة سابقة لمدَّة عامين مع تويتش لبث دوري أوفرواتش، فيمَا قُدرت قِيمَة الصفقة مع يوتيوب بنَحْو 160 ملْيُون دُولَار أمريكي.

## أشهر الألعاب
- منتجات شركة أكتيفيجن بليزارد هي منتجات كل من الشركتين بليزارد إنترتينمنت وأكتيفيجن نذكر منها:
- أكتيفيجن
  - جيتار هيرو
  - كول أوف ديوتي
- بليزارد إنترتينمنت
  - وورلد أوف ووركرافت
  - ستار كرافت
  - سلسلة ألعاب ديابلو
  - اوفر واتش
  - هيرث ستون هيروس أوف ووركرافت
  - هيروز أوف ذا ستورم

## وصلات خارجية
- موقع شركة أكتيفيجن بليزارد
- موقع شركة أكتيفيجن
- موقع شركة بليزارد إنترتينمنت

- - بيانات النشاط التجاري لـ أكتيفجن بليزارد: مالية جوجل
  - ياهو! المالية
  - رويترز
  -  إيداع هيئة الأوراق المالية والبورصات